# Dimityr Iliew (piłkarz)
Dimityr Krasimirow Iliew (bułg. Димитър Красимиров Илиев, ur. 25 września 1988 w Płowdiwie) – bułgarski piłkarz występujący na pozycji napastnika w Łokomotiwie Płowdiw, reprezentant Bułgarii w latach 2020–2021.

## Statystyki kariery
(aktualne na dzień 15 marca 2023)
| Sezon       | Klub                       | !Kraj    | Rozgrywki   | Mecze | Bramki |
| ----------- | -------------------------- | -------- | ----------- | ----- | ------ |
| 2004/05     | Łokomotiw Płowdiw          | Bułgaria | A PFG       | 4     | 0      |
| 2005/06     | Łokomotiw Płowdiw          | Bułgaria | A PFG       | 11    | 0      |
| 2006/07     | Łokomotiw Płowdiw          | Bułgaria | A PFG       | 12    | 2      |
| 2007/08     | Łokomotiw Płowdiw          | Bułgaria | A PFG       | 9     | 1      |
| 2008/09     | Łokomotiw Płowdiw          | Bułgaria | A PFG       | 28    | 7      |
| 2009/10 (j) | Łokomotiw Płowdiw          | Bułgaria | A PFG       | 13    | 3      |
| 2009/10 (w) | Minior Pernik              | Bułgaria | A PFG       | 14    | 5      |
| 2010/11 (j) | CSKA Sofia                 | Bułgaria | A PFG       | 5     | 0      |
| 2010/11 (w) | Pirin Błagojewgrad         | Bułgaria | A PFG       | 12    | 3      |
| 2011/12     | Montana                    | Bułgaria | A PFG       | 28    | 2      |
| 2012/13     | Łokomotiw Sofia            | Bułgaria | A PFG       | 26    | 4      |
| 2013/14     | Łokomotiw Sofia            | Bułgaria | A PFG       | 31    | 6      |
| 2014/15     | Wisła Płock                | Polska   | I liga      | 32    | 5      |
| 2015/16     | Wisła Płock                | Polska   | I liga      | 29    | 3      |
| 2016/17     | Wisła Płock                | Polska   | Ekstraklasa | 29    | 3      |
| 2017/18     | Podbeskidzie Bielsko-Biała | Polska   | I liga      | 23    | 3      |
| 2018/19     | Łokomotiw Płowdiw          | Bułgaria | Pyrwa PFL   | 28    | 9      |
| 2019/20     | Łokomotiw Płowdiw          | Bułgaria | Pyrwa PFL   | 27    | 12     |
| 2020/21     | Łokomotiw Płowdiw          | Bułgaria | Pyrwa PFL   | 30    | 13     |
| 2021/22     | Łokomotiw Płowdiw          | Bułgaria | Pyrwa PFL   | 31    | 13     |

## Sukcesy

### Zespołowe
Łokomotiw Płowdiw
- Puchar Bułgarii: 2018/19, 2019/20
- Superpuchar Bułgarii: 2020

### Indywidualne
- piłkarz roku w Bułgarii: 2019, 2020